# I'll Find a Way
I'll Find a Way é um filme em curta-metragem canadense de 1977 dirigido e escrito por Beverly Shaffer. Venceu o Oscar de melhor curta-metragem em live action na edição de 1978.

## Elenco
- Nadia DeFranco